# William Yorzyk
William Albert Yorzyk, né le 29 mai 1933 à Northampton (Massachusetts) et mort le 2 septembre 2020, est un nageur américain.

## Carrière
William Yorzyk remporte lors des Jeux panaméricains de 1955 à Mexico la médaille d'or du 4 × 200 mètres nage libre et la médaille de bronze du 200 mètres papillon.
Aux Jeux olympiques d'été de 1956 à Melbourne, William Yorzyk remporte le premier titre olympique en papillon, sur le 200 mètres.
Il entre à l'International Swimming Hall of Fame en 1971.